# チャタヌーガ・チュー・チュー
「チャタヌーガ・チュー・チュー」または「チャタヌガ・チュー・チュー」（Chattanooga Choo Choo）は、1941年（録音は5月7日）にグレン・ミラーが率いるビッグ・バンドが発表した楽曲。同年封切りされた、このバンドが主演した最初の映画である『銀嶺セレナーデ』の主題歌として作られた。現在でもジャズ、ビッグ・バンドのスタンダードナンバーの一つとして、しばしば演奏される。

## 楽曲について
作詞はマック・ゴードン、作曲はハリー・ウォーレンのコンビ（このコンビは「セレナーデ・イン・ブルー」や「カラマズーの娘」なども手がけた）。冒頭に「A列車で行こう」の序奏をほとんどそのまま引用したあと、楽しい汽車の旅を連想させる前奏が続く。駅の靴磨きと乗客との軽快なやり取りから、歌詞は次第に意外な結末へと変化してゆく。
最初のアレンジはジェリー・グレイ (Jerry Gray) が行っており、クラリネットを持ち替えで登場させるなど、いわゆる「ミラーサウンド」が味わえる。また、ヴォーカルが入る（男性・女性のソロに男声カルテットが加わるのが一般的）のも特徴的で、結果的にグレン・ミラーの曲としてはかなり大編成なものとなった。この楽曲は発表後たちまち大ヒットとなり、映画もアカデミー賞にノミネートされた。レコードはおよそ120万枚販売され、これを記念して1942年にはRCAレコードからゴールドディスクが授与された。これがゴールドディスク第1号とされる。
曲名にもなっている「チャタヌーガ・チュー・チュー」とは、シンシナティ市が初めて建設した公共鉄道であるシンシナティ・サザン鉄道が1880年に運行を開始した、シンシナティ発チャタヌーガ行きの旅客列車の愛称である。「チュー・チュー」とは、赤ちゃん言葉で「汽車ぽっぽ」といった意味である。歌詞中では「ペンシルベニア駅の29番線」から「4時15分前（3時45分）頃に発車」ということになっているが、ペンシルバニア駅には21番線までしかなく、全体としては架空の列車ということになる。
この曲はグレン・ミラーを代表する楽曲の一つとして、グレン・ミラーの死後も長く愛されることとなった。チャタヌーガ市の再開発事業で建設されたホテルとショッピングモールの複合施設にもこの曲名が冠されるほどで、今では観光都市として有名になったチャタヌーガ市の知名度向上にも一役買っている。
ハーパース・ビザールが1967年にカバーしたバージョンは、ビルボードのイージーリスニング・チャートの1位を記録した。